# Đường ống dẫn khí Trung Á - Trung Quốc
Đường ống dẫn khí Trung Á-Trung Quốc (còn gọi là đường ống dẫn khí Turkmenistan–Trung Quốc) là một đường ống dẫn khí thiên nhiên từ Trung Á đến Tân Cương ở Cộng hòa Nhân dân Trung Hoa.

## Lịch sử
Đề xuất ban đầu về đường ống dẫn khí Trung Á-Trung Quốc đã được gọi tên là đường ống dẫn khí Kazakhstan–Trung Quốc, đường ống này đã được chọn theo tuyến cahỵt dọc theo đường ống dẫn dầu Kazakhstan-Trung Quốc. Tháng 6 năm 2003, trong chuyến thăm của chủ tịch Trung Quốc Hồ Cẩm Đào đến Kazakhstan, thỏa thuận xúc tiến việc đánh giá dự án đã được ký kết.  Theo các thỏa thuận, KazMunayGas và PetroChina đã bắt đầu thực hiện báo cáo nghiên cứu khả thi dự án đường ống dẫn khí. Đồng thời, Trung Quốc đã tiếp tục đàm phán với các quốc gia Trung Á.
Ngày ngày 3 tháng 4 năm 2006, Trung Quốc và Turkmenistan đã ký thỏa thuận khung về xây dựng đường ống và cung cấp khí dài hạn. Tháng 6 năm 2007, trong chuyến thăm Trung Quốc, tổng thống Turkmen  Gurbanguly Berdimuhamedow đã ký một thỏa thuận tăng tốc thực hiện dự án đường ống dẫn khí Turkmen-Trung Quốc.  Ngày ngày 30 tháng 4 năm 2007, Uzbekistan và Trung Quốc đã ký một thỏa thuận về việc xây dựng và khai thác phần đường ống qua Uzbekistan.  Tháng 7 năm 2007, người ta chính thức thông báo Turkmenistan sẽ tham gia dự án đường ống Kazakhstan-Trung Quốc. Ngày 8 tháng 11 năm 2007, công ty dầu khí Kazakhstan KazMunayGas đã ký thỏa thuận với China National Petroleum Corporation về mặt nguyên tắc đối với công việc tương lai của đường ống.
Ngày 30 tháng 8 năm 2007, việc xây dựng đường ống qua Turmen dài 188 kilômét (117 mi) đã bắt đầu. Đọan này được xây bởi Stroytransgaz, một công ty con của Gazprom.  Các tổng thầu chính gồm China Petroleum Pipeline Bureau, China Petroleum Engineering and Construction Corporation, và Zeromax.  Công tác xây dựng đọan ống ở Uzbekistaan đã bắt đầuu vào ngày 30 tháng 6 năm 2008. Đoạn này đã được xây bởi Asia Trans Gas, một liên doanh giữa Uzbekneftegas và CNPC.  Công tác xây dựng đoạn đường ống Kazakhstan bắt đầu ngày 9 tháng 7 năm 2008 và giai đoạn 1 đã hoàn thành tháng 7 năm tháng 7 năm 2009. Đoạn này được thi công bởi Asian Gas Pipeline company, một liên doanh giữa CNPC và KazMunayGas.  Các tổng thầu của đoạn này là KazStroyService và China Petroleum Engineering và Construction Corporation.  Đoạn đầu trong hai đoạn song song đã được hoàn thành đầu tháng 11 năm 2009 còn tuyến thứ nhì theo kế hoạch sẽ hoàn thành cuối năm 2010.
Đoạn qua Kazakhstan đã được khánh thành ngày 12 tháng 12 năm 2009 trong chuyến thăm của chủ tịch Hồ Cẩm Đào đến Kazakhstan. Toàn tuyến đã được khánh thành ngày 14 tháng 12 năm 2009 trong một cuộc lễ ở Saman-Depe trong chuyến thăm của Hồ Cẩm Đào đến Turkmenistan cùng với lãnh đạo của Turkmenistan, Uzbekistan và Kazakhstan.

## Tầm quan trọng
Theo CNPC, việc cấp khí từ Turkmen sẽ giúp Trung Quốc đáp ứng được nhu cầu năng lượng và ổn định cơ cấu tiêu thụ của quốc gia này. Khi đưa vào vận hành, lượng khí cung cấp sẽ giúp mức tiêu thụ năng lượng của Trung Quốc tăng khoảng 2%, điều này làm giảm lượng khói, bụi và lượng khí các bon níc.
Sản lượng này chiếm khoảng 50% tổng sản lượng sản xuất khí của Trung Quốc năm 2007. 
Đối với Turkmenistan, dự án này sẽ giúp quốc gia này đa dạng hóa xuất khẩu năng lượng thông qua việc chuyển khí thiên nhiên về hướng đông thay vì chỉ chuyển qua Nga và Iran như hiện nay. Đường ống dẫn khí Trung Á-Trung Quốc là tuyến ống đầu tiên vận chuyển khí thiên nhiên Trung Á đến Trung Quốc. Trong khi Kazakhstan và Uzbekistan cũng đang xem xét việc bán khí cho Trung Quốc, chính phủ Trung Quốc đã có những bước tiến mới xâm nhập sâu hơn vào lĩnh vực năng lượng Đông Á thông qua việc cho vay 3 tỷ đô la Mỹ cho Turkmenistan để phát triển mở Nam Iolota năm 2009 và cấp 10 tỷ đô la Mỹ cho Kazakhstan để thanh toán cho các đợt dầu cung cấp trong tương lai.

## Thông số kỹ thuật
Tổng chiều dài tuyến ống khoảng 1.833 kilômét (1.139 mi), trong đó có 188 kilômét (117 mi) đi qua Turkmenistan và 530 kilômét (330 mi) đi qua Uzbekistan.  Đường kính tuyến ống là 1.305 milimét (51,4 in).  Giai đoạn đầu của tuyến ống đã hoàn thành năm 2009. Giai đoạn 2, thêm một tuyến ống thứ nhì và tăng công suất lên 40 triệu mét khối khí mỗi năm, dự kiến hoàn thành năm 2011.  Khí sẽ được cấp từ các mỏ khí Karachaganak, Tengiz và Kashagan ở Kazakhstan, cũng như các mỏ khí của Uzbekistan và Turkmenistan. Tuyến ống dự kiến có tổng dự toán 7,3 tỷ đô la Mỹ.

## Tuyến ống
Tuyến ống xuất phát từ các mỏ khí nằm ở hữu ngạn sông Amu Darya ở Turkmenistan. Khí được cấp từ các mỏ Iolotan và Sag Kenar.  Tuyến ống đi vào Uzbekistan tại Olot và chạy qua Uzbekistan đến phía nam Kazakhstan song song với tuyến ống hiện hữ  tuyến ống Bukhara–Tashkent–Bishkek–Almaty. Từ Kazakhstan, đường ống chạy vào Alashankou ở Trung Quốc, nơi nó được nối với đường ống dẫn khí Tây-Đông.